# Johann Riederer (Beamter)
Johann Riederer (* 3. Juli 1910 in Graisbach; † 15. Januar 1979 in Landshut) war ein bayerischer Verwaltungsbeamter und Regierungspräsident von Niederbayern.

## Leben
Riederer trat nach dem Studium der Rechtswissenschaften 1939 in bayerische Staatsdienste. Ab Mai 1942 folgten Kriegsdienst und Kriegsgefangenschaft. Ab 1950 arbeitete er bei der Bayerischen Obersten Baubehörde. 1963 bis 1975 war er Regierungspräsident von Niederbayern. Neben Hans Kapfinger und Gustav Haydn war er seit 1963 einer der Ideengeber zur Errichtung einer Universität in Passau. 1970 wurde er 1. Vorsitzender des Kuratoriums Universität Passau e. V. und blieb dies bis zu seinem Tod.

## Veröffentlichungen
- Ernst Eiser und Johann Riederer: Kommentar zum Energiewirtschaftsrecht, 2. Auflage, 1952.
- Johann Riederer und Frank Sieder: Bayerisches Wassergesetz, 1957.

## Ehrungen
- Bayerischer Verdienstorden
- Ehrenbürger der Stadt Passau (1972)
- Benennung der Johann-Riederer-Straße in Passau
- Kulturpreis des Bayerischen Wald-Vereins (1973)
- Ehrensenator der Universität Passau (1978)
- Benennung der Johann-Riederer-Realschule Hauzenberg